# Huis 't Joppe

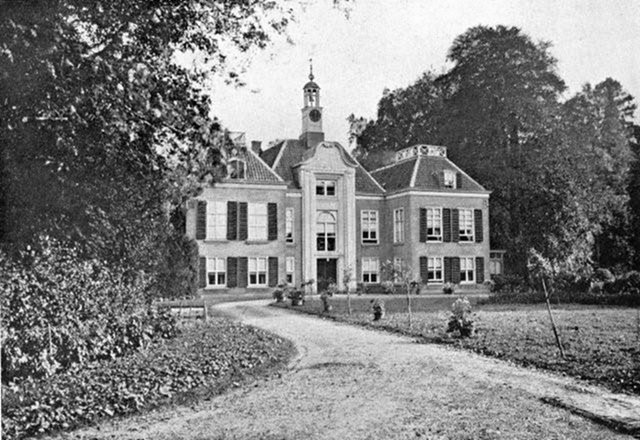
Huis 't Joppe in 1908

Huis 't Joppe is een landhuis iets ten oosten van de buurtschap Joppe, in de Nederlandse provincie Gelderland. Het landgoed dateert van omstreeks 1740 en heeft een ingangspartij in Lodewijk XIV-stijl.
Erg oud is dit landhuis niet in vergelijking met kastelen, want de eerste vermelding van een landgoed op deze plaats is van 1565. Dit landgoed was bezit van Lubbert van Kuinre, die omstreeks deze tijd de Nijelanden nabij Gorssel liet ontginnen. In een document uit 1609 is sprake van Jobstede of Nieulant, de herkomst van de naam Job in dit verband is niet bekend.

## Bewoners

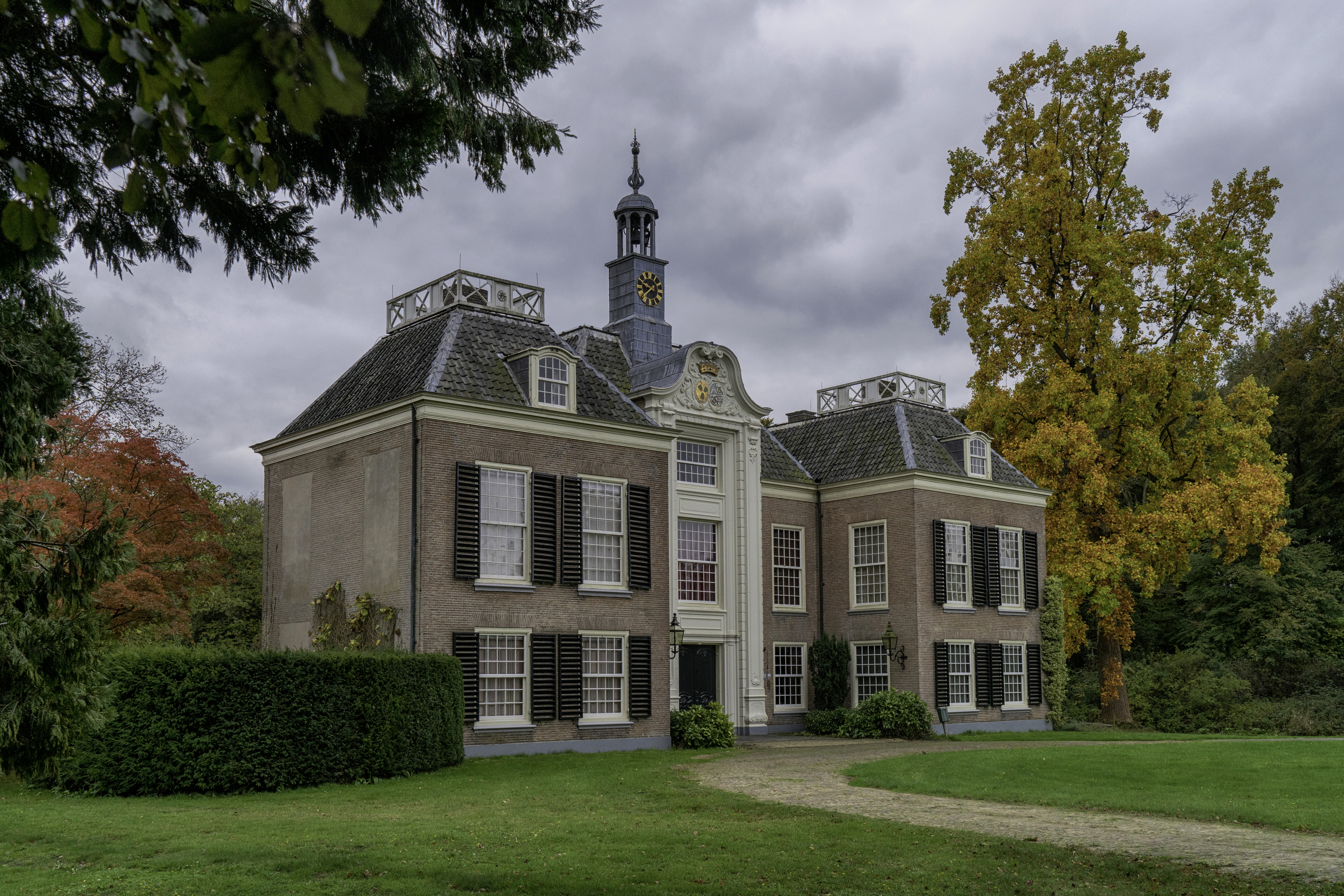
Kasteel en buitenplaats 't Joppe 2019

Ook omtrent de eerste eigenaren is weinig met zekerheid te zeggen. Het is wel waarschijnlijk dat Joppe van Baar hier met zijn gezin in de winter woonde, 's zomers woonde hij in Egmond aan de Noord-Hollandse kust. De eigenaar heeft het kasteel dus waarschijnlijk naar zichzelf genoemd. Hij is in 1616 overleden. In 1617 was Goossen Kremer de eigenaar, deze werd ervan verdacht land in te pikken van de gemeenschap (marke) door stiekem grenssloten te verleggen. In 1673 was Jan van Suchtelen, burgemeester van Deventer, de eigenaar. Hij werd opgevolgd door zijn zoon Willem van Suchtelen, die luitenant was bij de cavalerie en stierf in 1703.
Waarschijnlijk kwam het landgoed toen aan Willems zuster, Vreda van Suchtelen, die in 1676 was getrouwd met Hendrik van Markel, eveneens burgemeester van Deventer. Hun jongste dochter trouwde met Arnold Bouwer, ook burgemeester van Deventer. Zij lieten omstreeks 1740 het huidige huis bouwen, waarbij vermoedelijk materialen van het oudere huis zijn gebruikt.
Hun zoon, Hendrik Frederik Brouwer, erfde het landgoed en werd tevens burgemeester van Deventer. Hij was getrouwd met Antonetta Gesina Jordens, scheidde van haar en hertrouwde met Harmanna van Suchtelen. Dit echtpaar kreeg als zoon: Arnold Hendrik van Markel Bouwer, die getrouwd was met de adellijke Sophia Adriana Everdina van Heeckeren. Toen zij weduwe was geworden, verkocht ze het goed in 1826 aan de speculant Lukas Binkhorst. Deze verkocht het goed in 1827 aan Antonie Brants, die schoonzoon was van Anthony Christiaan Winand Staring, die stierf in 1862. Deze is drie maal getrouwd geweest en had twaalf kinderen, van wie er nog tien in leven waren. Dit gaf zoveel complicaties bij de erfenis, dat men het goed opnieuw verkocht heeft, en wel aan drie broers Van Hövell tot Westerflier, van wie uiteindelijk Frans Ernst Alexander Van Hövell tot Westerflier in het landhuis zou gaan wonen. Deze liet in 1867 de katholieke kerk Onze Lieve Vrouw Tenhemelopneming bij het landhuis bouwen, zodat hij niet in Zutphen ter kerke behoefde te gaan. Door huwelijk zou Frans uiteindelijk kasteelheer van Asten worden.
L.F.M. de Maes Janssens-von Heijden (1920-2011), lid van de familie von Heyden, bewoonde tot haar overlijden Huis 't Joppe dat via haar moeder, L.J.F. von Heijden-baronesse van Hövell tot Westerflier en Wezeveld (1893-1984) die op het huis werd geboren en er overleed, in haar bezit kwam.

## Natuur en landschap
't Joppe is een landgoed van 100 ha met parkbos en kleine stukjes naald- en loofbos, maar ook weilanden en akkers, waarop een aantal fraaie alleenstaande bomen staan. Er leven ringslangen en vleermuizen.
Het gebied is vrij toegankelijk, behalve het landhuis en de directe omgeving ervan. Daarom is ook de zogenaamde berceau, een looftunnel van haagbeuken, niet te bezichtigen.
Er loopt een wandelroute, de Drie Kieftenroute, langs het landhuis en over het landgoed.
Aalst · Aardenburg · Acquoy · Aerdt · Agistaldaburg · Ahof · Aldenhaag · Aller · Ambe · Ammersoyen · Ampsen · Andelst · Angeroyen · Appelburg · Appelse walburg · Appeltern · Arler · Baak · Babberich · Baer · Baerle · Bakerbosch · Balgoij · Barlham · Batenburg · Beek · Beerenclaauw · Bemmel · Bevervoorde · Bergh · Biljoen · Bingerden · Blankenborg (Laren) · Blankenborg · Blauwe Huis · Blokhuis (Ravenswaaij) · Boelenham · Boetselaersborg · Borculo · Boswaai · Brakel · Den Brakel · Den Bramel · Bredevoort · Broekhuizen · Bronkhorst · Bruchem · Bruinhorst · Brunsberg · Bulkestein · Bunswaard · Burcht van Tiel · Buren · De Buurse · Byland · Byvanck · Caetshage · Camphuysen · De Cannenburch · de Cloese · Coldenhove · Culemborg · Dedinckweerd · Delwijnen · Didam · Diepenbroek · Hof te Dieren · Huis Dijck · Dikke Tinne · Doddendaal · Dodewaard · Doornenburg · Doornik · Doorwerth · Dooyenburg · Dorth · Doseburg · Drakenburg · Dreumel · Druten · Duivelshuis · Eerbeek · De Ehze · Elburg · Eldrik · Emmerik · Engelenburg · Groot Engelenburg · Engelrode · Enghuizen · Enspijk · De Essenburgh · Essenpas · Est · Fokkinck · Gameren · Geerestein · Geldermalsen · De Gelderse Toren · Geldersweerd · Gellicum · Gendt · Gennepestein · Glindhorst · Goudenstein · ‘s-Grevenhoef · Groot Hell · Groenlo · Groesbeek · Huis te Groesbeek · Grunsfoort · Gulden Spijker · Hackfort · Hackforts Veenhuis · Hagen · Hagevoort · Hamerden · Hanepol · Harreveld · Harslo · Hassink · Het Haveke · Hedel · Heeckeren · De Heegh · Hees · De Heest · Hellouw · Hemmen · Hernen · Motte van Hernen · Heumen · Heusden · Hoekelum · Hoekenburg · De Hoeve · De Hof · Hof d'Ooy · Hof van Arkel · Huis het Holt · Holthuis · Het Holtslag · Ter Horst · Houberg · St. Hubertus · Huissen · Hulhuizen · Hulkestein · Hulsen · Hunneschans bij De Duno · Hunneschans bij Uddel · Jonker Bloo · 't Joppe · De Kamp · Karssenberg · Kemnade · Keppel · Kermestein · Kernhem · Kervel · Kiefskamp · De Kinkelenburg · Klein Enghuizen · Kleverburg · Kortenhoeve · Laag Helbergen · Lakenburg · Landfort · Langen · Latenstein · De Lathmer · Lathum · Ter Lede · Leegpoel · Leemcuyl · Leeuwen · Leeuwenbergh · Lensenburg · Lent · Leur · Leuvenum · Leyenburg · Lichtenvoorde · Lievenstein · Loenen · Loevestein · Loil · Loowaard · Luynhorst · Hof te Maasbommel · Magerhorst · Malburgen · Malderburcht · Malsen · Manhorst · Marhulsen · De Marsch · Marveld · Mathena · Maurik · Medel · Medestein · 't Medler · Meinerswijk · De Mellard · Mensink · Mergelp · Meteren · 't Meyerink · Middachten · Millingen · Mussenberg · Nagelhorst · Nederhagen · Nederhemert · Neerijnen · Huis Neerijnen · De Nesch · Nettelhorst · Nieuwe Blokhuis ·  Nijburg · Nijenbeek · Old Putten · Notenstein · Nye Huis · Olde Spijker · Oldenaller · Oldenhof (Driel) · Oldenhof (Heteren) · De Ooij · Oolde · Oud Oolde · Oosterhout · Ophemert · Opijnen · Oud Ampsen · Oude Blokhuis · Het Oude Loo · Oude Voorst · Oudenborch · Oud-Wisch · Huis te Overasselt · Overeng · Overhagen · Overlaar · 't Oye · Palmestein · De Parck · Persingen · Plekenpol · Ploen · Pluimenburg · Poederoijen · Poelwijck · Poelwijk · De Pol (Dreumel) · Huis de Poll (Huis te Gietelo) · De Poll (Huissen) · Pollenbering · Pollenstein · Puttenstein · Het Raasink · Ravenhorst · De Rees · Ressen · Reuversweerd · Reygersfoort · Rhijnestein · Huis Rijswijk · Rode Toren · Roode Wald · Rosande · Rosendael · Rossum · Rumpt · Ruurlo · Rijsselt · Schadewijk · Schaffelaar · Scherpenzeel · Schoonbroek · Schoonderbeek · Schoonenburg · Schuilenburg · Schuilkerke · Hof te Seelbeek · Sevenaer I · Sevenaer II · Sinderen (Oude IJsselstreek) · Sinderen (Voorst) · Slangenburg · Sleeburg · Slimsijp · De Snor · Soelen · Spaansweerd · Spaldorp · Spijk · Staverden · Sterkenburg · Swanepol · Tarthorst · Teisterbant (Kerk-Avezaath) · Teisterbant (Kerkdriel) · Ter Dicke · Tolhuis · Tolhuis (Tiel) · Tollenburg · Tongerlo · Toren van Wely · Tuil · Ubbergen · Uilenburg (Ewijk) · Uilenburg (Heteren) · Ulenpas · Ulft · Upladen · Valburg · Valkhofburcht · Valkhofpalts · Vanenburg · Varik · Hof te Varsseveld · 't Velde · Velhorst · Verwolde · Vierakker · De Voorst · Voorstonden · Vorden · Vosbergen · Vredenburg · Vredestein (Driel) · Vredestein (Ravenswaaij) · Vuren · Waardenburg · Waddestein · Wadenoijen · Waede · Wageningen · Walfort · 't Waliën · De Wardt · Watergoor · Watermeerwijk · Wayenstein (Huis te Herwijnen) · Well (Huis van Malsen) · Weijenrade · Westenburg · Westerholt · Weurt · De Wiersse · Wijenburg (Echteld) · De Wildenborch · De Wildt · Wilp · Wilperhorst · Winssen · Wisch · Wychen · Wolfswaard · Woolbeek · Yrst · IJzendoorn · Zeeland · Zilveren Spijker · Zuilichem · Zwaluwenburg · Zwanenburg (Heerde) · Zwanenburg (Megchelen)